# Балакен
Балаке́н (азерб. Balakən, авар. Bilkan) — город в Азербайджане. Является административным центром Балакенского района. Расположен у подножия гор Большого Кавказского хребта на реке Белоканчай (приток реки Алазань), вдоль шоссе Евлах — Лагодехи.

## Этимология
Название Билкан, скорее всего, образовалось по схеме, аналогичной с формированием аварского "годекан" – "площадь, место собраний" (в южных диалектах аварского "гудей" – "разговор", "кIан" – "место"). Тогда корневое "били", следует увязать с аварским названием черешни. Дело в том, что в закатальском диалекте аварского языка наблюдаются случаи утраты исконной фарингализации: "багIли" (литературный аварский) "били" (закатальский диалект) "черешня".

## История
Белоканы упоминаются в исторических хрониках ещё в XII веке в связи с деятельностью грузинских миссионеров Пимена Блаженного. По данным ЭСБЕ, на конец XIX — начало XX века Балакан населяли исключительно грузины и лезгины (аварцы, лезгинами называли раньше все горские народы на юге Дагестана). 
В 1920-е годы в городе преобладали тюрки (азербайджанцы) — 55,8 % и аварцы — 42,4 %.
В 1954 году село Белоканы получило статус посёлка городского типа. 
С 10 июля 1968 года предоставлен статус города.

## Население
На 2017 год население города составляло 14 800 чел.
На 1 января 2024 года население составило 14 801 чел. Из них 7 045 мужчин (47,6 %), 7 756 женщин (52,4 %).

## Экономика
Экономика Балакена частично аграрная, частично туристическая, с некоторыми действующими отраслями промышленности. Действуют консервный завод, завод по производству продуктов животноводства, лимонадный завод «Qubek», завод железобетонных конструкций. 
3 августа 2017 года открыт центр «AБAД». 

## Инфраструктура
Действует районная центральная больница. 8 июля 2010 года введено в строй новое здание больницы.
Также 8 июля 2010 года открыта гостиница «Губек» на 100 номеров.
В городе функционирует парк культуры и отдыха с канатной дорогой.
8 июля 2010 года введён в действие Балакенский олимпийский спортивный комплекс. В комплексе присутствуют бассейн, футбольный стадион, открытые площадки для волейбола, тенниса и мини-футбола.
17 августа 2013 года открыт Балакенский районный центр культуры. В центре присутствуют зал для рисования, кабинеты для кружков по скульптуре, танцам, музыке.
29 июля 2020 года открыт Балакенский региональный центр ASAN. 

### Энергетика
3 августа 2017 года введена в строй Балакенская малая ГЭС мощностью 1,44 МВт. ГЭС способна производить 10 миллионов киловатт-часов электроэнергии в год, и покрывает 25-30 % потребностей города Балакен и 15 % потребностей Балакенского района. С момента открытия до 1 июля 2025 года на станции выработано 27,2 млн кВт⋅ч электроэнергии.

### Транспорт
Балакен — важный транспортный узел региона. В городе имеется междугородный автовокзал. В 1985 году введён в строй железнодорожный вокзал, конечная станция на линии Евлах — Белоканы.
В 2004 году введён в строй аэропорт.
3 августа 2017 года введена в строй автомобильная дорога Балакен — Сарыбулаг — Габагчел — Халатала длиной 24,5 км.
29 июля 2020 года сдана в эксплуатацию после реконструкции автомобильная дорога Балакен — Газбина — Ититала протяжённостью 29 км.
Действует автомобильная дорога Балакен — Ханифа — Гюлюзанбина протяжённостью 25 км.

## Достопримечательности
В городе сохранилась мечеть XVII века с построенным в 1867—1877 годах 45-метровым минаретом.
Действует Балакенский историко-краеведческий музей, где собраны археологические находки, этнографические предметы быта, традиционных ремёсел, а также другие экспонаты и исторические документы.
3 августа 2017 года открыт Музей флага.

## Галерея
- Культурный центр